# مدیر کل (مجموعه تلویزیونی)
مدیر کل با نام اصلی خاطرات مدیر کل (به عربی: یومیات مدیر عام) یک مجموعه تلویزیونی کمدی محصول سال ۱۹۹۵ سوریه است.
نگارش فیلم‌نامه این مجموعه تلویزیونی از زیاد الریس، مونتاژ آن با خالد دهنی و کارگردانی آن نیز با هشام شربتچی است.

## بازیگران و شخصیت‌ها
- ایمن زیدان در نقش دکتر احمد عبدالحق، مدیر کل
- خالد تاجا در نقش آقای ممدوح، معاون مدیر کل
- نادین الخوری در نقش حمیده، همسر مدیر کل
- اندریه سکاف در نقش طارق، پسر مدیر کل
- امیه ملص در نقش مها، دختر مدیر کل
- زهیر عبدالکریم در نقش وحید، دوست و کارگردان کارهای مدیر کل
- حسام عبه جی در نقش ابو حسام، باجناغ مدیر کل
- سحر فوزی در نقش سمیره، خواهر حمیده
- سامر المصری در نقش حسام، نامزد مها
- رنده عید در نقش خواهر مدیر کل
- محمد الراشی در نقش خواهرزاده مدیر کل
- سعدالدین بقدونس در نقش ابو صالح، آبدارچی مدیر کل
- توفیق العاشا در نقش طلال، رئیس دفتر مدیر کل
- بسام لطفی در نقش ابو شریف، کارمند شرکت
- صبحی آل الرفاعی در نقش ابو ممتاز، کارمند شرکت
- ایمن رضا در نقش سلیم، کارمند شرکت
- عارف الطویل در نقش اکرم
- حسن عویتی در نقش ابو موفق، کارمند شرکت
- احمد خلیفه در نقش عبدالعظیم واویا، کارمند شرکت
- نزار ابو حجر در نقش صابر جابر، کارمند شرکت
- ریاض شحرور در نقش ابو ظاهر، کارمند شرکت
- مهدی پؤررضا در نقش ابو طاهر، کارمند شرکت
- مأمون الفرخ در نقش فرهان، کارمند شرکت

## پخش در ایران
سال ۱۳۸۱ این مجموعه تلویزیونی از سوی «امور دوبلاژ شبکهٔ ۲» در ۲۶ قسمت جهت انجام دوبله و صداگذاری به یکی از مدیران دوبلاژ (محمود قنبری) سپرده شد. در آغاز قرار بر پخش این مجموعه تلویزیونی در رمضان همان سال بود ولی پس از منتفی شدن این زمان، «مدیر کل» در نوروز ۱۳۸۲ به روی آنتن شبکهٔ ۲ رفت. این سریال سوری یکی از محبوب‌ترین سریال‌های کمدی مورد علاقه ایرانی هاست، این سریال در زمستان ۱۴۰۱ از شبکه دوم سیما بازپخش شد.